# راسيل براون
راسيل براون هو سياسي كندي، ولد في 11 ديسمبر 1911، وتوفي في 19 أكتوبر 1971. انتخب عضو المجلس التشريعي من ساسكاتشوان.